# Hilli Wildenhain
Hildegard "Hilli" Wildenhain, auch Hilli Wildenhayn (* 1913 in Leipzig; † unbekannt), war eine deutsche Schauspielerin.

## Leben
Hilli Wildenhain wurde als Tochter des Regisseurs und Schauspielers Bernhard Wildenhain in Leipzig geboren. Ihr Debüt erfolgte 1933 am Leipziger Schauspielhaus, dessen Ensemble sie bis 1936 angehörte. Weitere Stationen ihrer Bühnenlaufbahn waren Berlin und München. 
Nach 1945 spielte sie in Stuttgart und wiederum in München, wo sie mit Otto Osthoff im Kabarett Die Schaubude auftrat und von 1963 bis 1965 am Theater der Jugend wirkte. 
Auch in verschiedenen Film- und Fernsehrollen war sie zu sehen, wobei das Sächsische Idiom zu einem ihrer Markenzeichen wurde. 
Ab 1950 war sie mit dem Schauspieler Hans Leibelt liiert, den sie seit ihrer gemeinsamen Zeit am Leipziger Schauspielhaus kannte. Ihre Schwestern waren die Schauspielerin Edith Wildenhain sowie die Autorin und Herausgeberin Maria-Viola Wildenhain-Gorski (* 28. November 1933 in Leipzig; † 2. Juni 2011 in Leipzig).

## Filmographie (Auswahl)
- 1936: Der müde Theodor
- 1936: Alles für Veronika (Fräulein Veronika)
- 1949: Krach im Hinterhaus
- 1960: 15 Jahre Frieden
- 1961: Keine Zeit für Komödie
- 1962: Komische Geschichten mit Georg Thomalla
- 1962: Ihr gehorsamer Diener
- 1962: Laura
- 1962: Der kleine Lord
- 1963: Dr. Joanna Marlowe
- 1963: Robinson soll nicht sterben
- 1964: Willy Reichert in …
- 1964: Slim Callaghan greift ein
- 1964: Lausbubengeschichten
- 1965: Tante Frieda – Neue Lausbubengeschichten
- 1966: Die verschenkten Jahre
- 1966: Ein netter Herr
- 1968: Ein Abschiedsbrief
- 1968: ’S Wiesenhendl
- 1968: Die Katze
- 1970: Die Perle – Aus dem Tagebuch einer Hausgehilfin
- 1972: Tatort: Münchner Kindl
- 1973: Mordkommission